# Soli
Soli (с итал. — «Одни») — студийный альбом итальянского певца и актёра Адриано Челентано, выпущенный в 1979 году лейблом Clan Celentano.

## Об альбоме
Данный диск — первая совместная работа Адриано Челентано с популярным итальянским композитором и певцом Тото Кутуньо. Альбом был очень известен и любим как в Италии, так и во многих других странах — он продержался на вершине итальянского хит-парада 58 недель. В Советском Союзе пластинка была издана фирмой «Мелодия». Композиции «Soli», «Amore no» и «Pay, pay, pay» являются одними из самых популярных песен исполнителя. Песня «People» — это кавер-версия одноименной композиции известной певицы Барбры Стрейзанд.
Диск содержит семь композиций и один бонус-трек, представляющий собой попурри из некоторых фрагментов предыдущих композиций. Такой же приём окончания альбома Челентано использовал и в дальнейшей карьере — например, в альбомах Esco di rado e parlo ancora meno и Dormi amore, la situazione non è buona.

## Список композиций
| №  | Название                                       | Автор(ы)                                                        | Длительность |
| -- | ---------------------------------------------- | --------------------------------------------------------------- | ------------ |
| 1. | «Soli» (Одни)                                  | Тото Кутуньо, Кристиано Минеллоно                               | 4:05         |
| 2. | «People» (Люди)                                | Боб Меррилл, Джул Стайн                                         | 5:27         |
| 3. | «Pay, pay, pay» (Пай, пай, пай)                | Джанни Гуарньери, Микеле Вассеур, Вито Паллавичини              | 4:16         |
| 4. | «Io e te» (Я и ты)                             | Кристиано Минеллоно, Джузеппе ди Стефано, Ван Паттерсон         | 5:11         |
| 5. | «Amore no» (Любви нет)                         | Тото Кутуньо, Кристиано Минеллоно                               | 5:10         |
| 6. | «Non è» (Неправда)                             | Тото Кутуньо, Кристиано Минеллоно                               | 4:17         |
| 7. | «Stivali e colbacco» (Сапожки и меховая шапка) | Эрос Скиорилли, Фиоренцо Батаччи, Мики Дель Прете, Н. Бутровски | 4:14         |
| 8. | «Medley» (Bonus)                               | —                                                               | 3:49         |